# 卡拉塔爾區
卡拉塔爾區是哈薩克斯坦的行政區，位於該國東南部，由杰特苏州負責管轄，首府設於烏什托別45°14′41″N 77°58′44″E / 45.2447°N 77.979°E，始建於1928年，面積24,200平方公里，2013年人口47,760。